# SN 2007pn
SN 2007pn – supernowa typu Ia-? odkryta 12 października 2007 roku w galaktyce A021633-0043. W momencie odkrycia miała maksymalną jasność 22,50m.